# Breken van de Wereld
Het Breken van de Wereld, ook wel Tijd van Waanzin genoemd, is een roemruchtige en rampzalige periode uit de geschiedenis van de wereld in de fantasyserie Het Rad des Tijds van Robert Jordan. Bij het Breken werd het aangezicht van de wereld volledig veranderd, en stierf de Eeuw der Legenden uit.
Deze periode volgt op de eveneens zeer chaotische periode van de Oorlog van de Schaduw.

## Oorzaak van het Breken
Aan het einde van de Oorlog van de Schaduw lanceerde Lews Therin Telamon, bekend als de Draak, samen met 113 mannelijke Aes Sedai en 10.000 soldaten een aanval op Shayol Ghul in de hoop de Duistere en de dertien Verzakers vast te zetten. Deze opzet slaagde: Lews Therin slaagde erin de Bres te dichten en de Verzakers op te sluiten, maar verloor daarbij heel zijn leger. Aan het eind waren er nog maar 68 Aes Sedai in leven.
De laatste tegenzet van de Duistere raakte Saidin, de mannelijke helft van de Ene Kracht, waardoor deze besmet werd met een donkere entiteit. Iedere mannelijke Aes Sedai die te lang Saidin geleidde was gedoemd tot krankzinnigheid door deze smet. Lews Therin en de 68 nog levende Aes Sedai werden meteen krankzinnig, grote verwoestingen veroorzakend.

## Het Breken
De smet op Saidin zorgde ervoor dat iedere mannelijke Aes Sedai uiteindelijk gedoemd was tot krankzinnigheid. Deze Aes Sedai hadden door de smet geen controle meer over zichzelf en vernietigden de wereld: met de Ene Kracht werden zeeën, bergen en steden vernietigd. Er resten nog slechts spaarzame gegevens over deze tijd:
- De stad Tzora werd door een krankzinnige in vlammen verteerd, waarbij 10.000 Aiel werden gedood, een voor een terwijl ze hem tot rede probeerden te brengen.
- De wereldhoofdstad Paaran Disen zelf werd door krankzinnigen vernietigd.
- De Ogier werden uit hun Stedding verdreven, wat het begin werd van het Grote Smachten.
- Tijdens het Breken zochten sommige mannelijke Aes Sedai bescherming in de Stedding, waar ze niet konden geleiden en veilig waren voor de smet. Uiteindelijk vertrokken ze echter allemaal.
- De mannelijke Aes Sedai ondernamen ondanks hun krankzinnigheid toch nog een aantal grote projecten met de vrouwelijke Aes Sedai: de Steen van Tyr werd gebouwd, Callandor werd gemaakt en het Oog van de Wereld werd gevormd — waarbij alle aanwezige Aes Sedai stierven bij het vormen van een reservoir schoon Saidin.
- De laatste mannelijke Aes Sedai schonk de Ogier de Saidinwegen, samen met de kennis deze mysterieuze transportwegen buiten de tijd te laten groeien.

## Toekomst
Er wordt verteld in de Profetieën van de Draak dat na het gevecht tussen de Herrezen Draak en Shai'tan bij Tarmon Gai'don er een nieuw Breken van de Wereld zal plaatsvinden. Dit is mede de oorzaak van de grote angst onder het volk voor de Herrezen Draak.